# Intercanvi a contracorrent
L'intercanvi a contracorrent és el mecanisme utilitzat per a la transferència d'una propietat física (per exemple, calor, matèria o quantitat de moviment) entre dos corrents materials a través d'una membrana semipermeable, una paret de material conductiu o una interfície de fases.
L'intercanvi a contracorrent sovint es fa servir en l'àmbit de l'enginyeria química i es refereix a l'intercanvi amb el corrent perquè presenta coeficients d'intercanvi majors.

## Contracorrent i amb el corrent

Comparació entre intercanvi amb el corrent i contracorrent

Per entendre millor la diferència entre intercanvi amb el corrent i contracorrent, es pot utilitzar la figura del costat, que representa dos corrents fluids que es mouen en paral·lel. Cada secció del tub de corrent es distingeix per un tint de color diferent: el blau indica el valor més baix de la propietat intercanviada, mentre que el vermell indica el més alt. Per tant, el sentit de la transferència és des del fluid que presenta un valor més alt de la propietat al fluid que presenta un valor més baix, d'acord amb el segon principi de la termodinàmica.
En cas que els fluids es moguin en sentits oposats, el sistema a contracorrent aconsegueix mantenir un gradient gairebé constant entre els dos fluids al llarg de tot el recorregut. Aquesta condició es compleix encara més com més extensa sigui la superfície d'intercanvi i més baixa sigui la velocitat dels fluids. A més a més, perquè es compleixi, els dos fluids han de ser «semblants» d'alguna manera. Per exemple, considerant la transferència de massa d'una certa quantitat de solut per quantitat unitària de solvent, i no per quantitat unitària de solució (per exemple, utilitzant la molalitat per a les mesures de concentració), perquè els dos fluids siguin «semblants» la velocitat del solvent als dos corrents ha de ser idèntica. En el cas de la transferència de calor, la condició de «semblança» entre els dos corrents correspon a la igualtat del producte de la calor específica ponderal i el cabal màssic.
En l'intercanvi amb el corrent, els dos fluids es mouen en el mateix sentit i el gradient varia al llarg del seu recorregut. En l'intercanvi a contracorrent, el límit teòric (per a una llargada del tub infinita) és del 100%, mentre que en l'intercanvi amb el corrent, és del 50%. En aquest cas, la transferència de la propietat és limitada quan s'arriba a una condició d'equilibri; a partir d'aquest punt, cessa la transferència (és a dir, el gradient és nul).

## Sistemes biològics

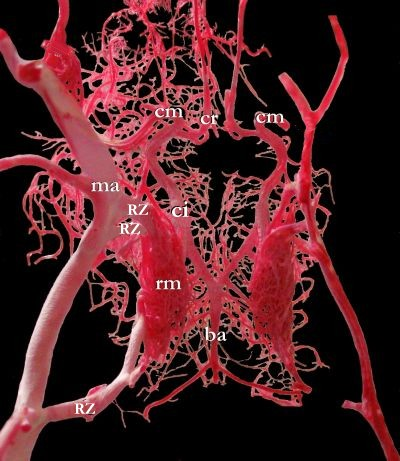
Rete mirabile

L'intercanvi a contracorrent sovint és utilitzat pels sistemes biològics. Per exemple, els peixos fan servir les seves brànquies per transferir l'oxigen de l'aigua que els envolta a la seva sang utilitzant un mecanisme a contracorrent.
L'intercanvi de calor a contracorrent és un mecanisme molt eficient per minimitzar la pèrdua de calor de la superfície de l'epidermis, car la calor es recicla en lloc de dissipar-se. D'aquesta manera, l'acció de bombament del cor per al manteniment d'una temperatura corporal constant s'alleugereix (calen menys pulsacions). El mecanisme d'intercanvi de calor a contracorrent és utilitzat pels dofins i les tortugues llaüt per aclimatar-se a les aigües fredes. La rete mirabile pot estar associada a aquest mecanisme d'intercanvi de calor a contracorrent.